# Euscirrhopterus argentata
Euscirrhopterus argentata là một loài bướm đêm trong họ Noctuidae.